# Дональдсон, Хауэлл
Хауэлл «Трэй» Эмануэл Дональдсон — Третий (англ. Howell «Trae» Emanuel Donaldson III; род. 26 января 1993, Шарлотт, штат Северная Каролина) — американский серийный убийца, совершивший серию из 4 убийств на территории города Тампа (штат Флорида) в период с 9 октября по 14 ноября 2017 года. Все жертвы были застрелены. Все преступления Дональдсон совершил на территории одного из районов Тампы под названием «Семинол Хайтс», вследствие получил от полиции и СМИ прозвище «Серийный убийца из Семинол Хайтс» (англ. «Seminole Heights serial killer»). Данное дело получило широкий общественный резонанс в США и активно обсуждалось в СМИ. 1 мая 2023 года Дональдсон был приговорен к четырем пожизненным срокам лишения свободы. Свою вину он полностью признал. Мотивы совершения убийств так и не были установлены.

## Биография
Хауэлл Эмануэл Дональдсон - Третий родился 26 января 1993 года на территории города Шарлотт (штат Северная Каролина) в семье Хауэлла Дональдсона - младшего и его жены Розиты Дональдсон. Хауэлл был вторым ребенком в семье из трех детей. Вскоре после его рождения, семья покинула территорию Северной Каролины и переехала на территорию города Тампа (штат Флорида), где отец Хауэлла нашел и жилье и работу. Детство и юность Хауэлл провел в социально-благополучной обстановке. Оба родителя Дональдсона являлись высококультурными людьми, вели законопослушный образ жизни, не имели проблем с законом и вредных привычек, отрицательно влияющих на быт, здоровье детей и благосостояние семьи в целом. В середине 2000-х родители Дональдсона занялись предпринимательской деятельностью. Они являлись владельцами салона красоты под названием «Shear Excellence Hair Academy».  Большинство из друзей и знакомых Хауэлла того периода отзывались о нем крайне положительно. Будучи подростком Дональдсон отличался высоким уровнем воспитанности и красноречием, посещал вместе с родителями церковь. В школьные годы Хауэлл увлекся баскетболом, благодаря чему был популярен в школе и округе среди сверстников. Он посещал школу «Tampa Catholic High School» и некоторое время играл за школьную команду по баскетболу. После того, как он потерял место в команде, он перевелся в школу «Plant High School», однако там он также не смог пробиться в основной состав команды по баскетболу, после чего перевелся в школу «Alonso High School», где пробился в основной состав команды на позиции защитника и в дальнейшем принимал участие в межшкольных соревнованиях на территории штата Флорида. После окончания школы в 2011 году, Хауэлл Дональдсон переехал в Нью-Йорк, где поступил в  «Университет Сент-Джонс», где изучал специальности «спортивный менеджмент» и «бизнес». На первом курсе учебы Хауэлл вошел в состав университетской команды по баскетболу, однако ни провел ни одной игры за команду, после чего покинул ее и прекратил занятия споротом.
После окончания университета, в январе 2017 года Хауэлл Дональдсон вернулся к родителям в Тампу, где вскоре нашел работу  в службе поддержки клиентов в Высшей Медицинской Академии. Подразделение компании, где работал Дональдсон, предоставляло информационную поддержку клиентам по всем вопросам, связанным с деятельностью и продуктами академии. Хауэлл работал в компании с 13 февраля по 2 мая 2017 года и был уволен за прогулы. В этот период Дональдсон начал демонстрировать признаки психического расстройства. Он начал вести асоциальный образ жизни, много времени проводил на улице среди лиц, ведущих маргинальный образ жизни, вследствие чего его родители  вступили с ним в конфликт из-за его неопрятности и неспособности найти работу, после чего в августе того же года он ушел из дома и начал вести бродяжнический образ жизни.  Осенью 2017 года, по словам его друзей, Дональдсон достиг социального дна, не имел жилья и испытывал острую нужду в материальных средствах. Несмотря на это, Хауэлл не был замечен в проявлении агрессии по отношению к кому то ни было и никогда не подвергался арестам за совершение правонарушений. 30 сентября 2017 года Дональдсон обратился к ряду знакомым с просьбой приобрести ему пистолет и билет в один конец на самолет до Лос-Анджелеса. 3 октября того же года Дональдсон приобрел пистолет фирмы «Глок» в магазине «Shooter’s World». Он забрал его 7 октября после обязательного периода ожидания и купил коробку с 20 патронами марки «Smith & Wesson», после чего произошла серия убийств.

## Серия убийств
Серия убийств началась 9 октября 2017 года, когда Хауэлл Дональдсон застрелил 22-летнего Бенджамина Эдварда Митчелла четырьмя выстрелами на автобусной остановке в районе «Семинол-Хайтс». После совершения убийства Дональдсон сбежал с места преступления, но попал на видезапись камер видеонаблюдения. Митчелл был доставлен в больницу, где умер от осложнений полученных ранений. В ходе расследования, свидетели преступления заявили полиции, что убийцей был молодой негр, находившийся в возрасте 20-25 лет, который был одет в куртку с капюшоном. Митчелл переехал в Тампу с территории штата Невада в 2011 году. Он окончил школу «Middleton High School», где выступал за школьную команду по американскому футболу на позиции полузащитника. На момент смерти Митчелл учился в колледже «Hillsborough Community College», а также развивал свою музыкальную карьеру. Он был известен в узких кругах как рэпер «Эдди Бэнкс» и выступал в ночных клубах Тампы.
11 октября Хауэлл застрелил тремя выстрелами 32-летнюю Монику Хоффа на расстоянии около 500 метров от того места, где он убил Бенджамина Митчелла. Тело Моники Хофффа убийца оттащил на территорию заброшенного дома, где сбросил в яму. Труп жертвы был обнаружен 13 октября. В ходе расследования, ряд местных жителей заявили полиции о том, что вечером 11 октября слышали на улице выстрелы, однако самих свидетелей преступления обнаружено не было. Моника вела социально-благополучный образ жизни. Окончила школу «Gaither High School» и получала образование в колледже «Valencia College».
19 октября Дональдсон совершил свое третье убийство. Жертвой стал 20-летний Энтони Набоа, который с детства страдал аутизмом. После окончания школы Энтони пытался построить музыкальную карьеру.  Он создавал биты под псевдонимом «Джеймс Файрфокс» и загружал их на сайт для распространения оцифрованных музыкальных произведений) «SoundCloud», где у него было почти 600 подписчиков. В 2017 году Энтони устроился на работу в организацию, которая занималась поставкой гуманитарных грузов для жителей Пуэрто-Рико, пострадавших от последствий урагана. В день своей смерти, Энтони Набоа закончил рабочий день и отправился домой, однако сел не в тот автобус. Вследствие ошибки он оказался в районе «Семинол-Хайтс», после чего пешком отправился на остановку, которая была расположена в соседнем районе города. Около 20.00 вечера Хауэлл Дональдсон встретил  идущего по тротуару Энтони Набоа недалеко от того места, где был застрелен Бенджамин Митчелл, полсе чего убил его выстрелом в голову.
Последнее убийство Хауэлл Дональдсон совершил 14 ноября 2017 года. Его последней жертвой стал 60-летний Рональд Фелтон, который являлся волонтером в благотворительной организации, помогающей едой и одеждой бездомным и нуждающимся людям. Хауэлл застрелил его рано утром выстрелом в голову сзади в тот момент, когда Фелтон направлялся на встречу с церковным пастором.
Серия убийств вызвала общественный резонанс и моральную панику среди жителей района «Семинол-Хайтс», вследствие чего ход  расследования серии убийств взял под свой личный контроль мэр Тампы Боб Бакхорн.
31 октября 2017 года, во время празднования «Хэллоуина» полиция Тампы приняла беспрецедентные меры в истории города для обеспечения безопасности детей и жителей района «Семинол-Хайтс».
15 ноября полиция Тампы объявила, что за информацию об убийце назначено вознаграждение в размере 91 000 долларов. Через 6 дней, сумма вознаграждения возросла до 110 000 долларов, что стало рекордной суммой вознаграждения за поимку преступника за всю историю существования города.

## Арест
Хауэлл Дональдсон был арестован 28 ноября 2017 года. В тот период он работал продавцом в одном из ресторанов быстрого питания сети «McDonald’s», куда он устроился в середине октября. Он пытался добиться разрешения у менеджера ресторана ночевать в одном из подсобных помещений здания, но ему было отказано, после чего часть октября и большую часть ноября 2017 года Хауэлл  ночевал в квартире одной из своих знакомых девушек. В день ареста  Дональдсон заявил своему менеджеру о том, что ему нужно уехать из города и потребовал аванс.  Он  работал до 12 часов дня, после чего получил аванс и отпросился на несколько часов, пообещав вернуться на рабочее место незадолго до окончания рабочего дня. Перед уходом  Дональдсон вручил девушке-менеджеру фирменный пакет «McDonald’s» из-под салата, где находился некий тяжелый предмет и взял с нее обещание не заглядывать внутрь. Менеджер не стала проверять содержимое пакета, но предположила что в пакете находится оружие, после чего передала пакет офицеру полиции, который находился в ресторане. В ходе осмотра  офицер полиции нашел внутри внутри пакета пистолет «Глок», после чего связался с полицейским участком, который организовал возле ресторана засаду. Хауэлл Дональдсон вернулся в ресторан во второй половине дня, после чего был задержан сотрудниками правоохранительных органов. Во время задержания полиция изъяла у него мобильный телефон и провела осмотр салона его автомобиля. Утром следующего дня  Хауэллу Дональдсону официально было предъявлено обвинение в совершении четырех убийств.
В ходе расследования полиция выявила ряд улик, свидетельствующих о виновности Хауэлла Дональдсона. Результаты криминалистическо-баллистической экспертизы установили, что все жертвы были убиты из пистолета, купленного Дональдсоном 7 октября 2017 года, который он отдал своему менеджеру в день своего ареста. Криминалистическо-дактилоскопическая экспертиза постановила, что на орудии убийства присутствуют отпечатки только Хауэлла Дональдсона. Изучение данных биллинга его мобильного телефона позволило установить, что Хауэлл находился в месте совершения убийства Бенджамина Митчелла 9 октября 2017 года между 20:47 и 21:02 вечера. Данные биллинга установили, что Хауэлл находился в месте совершения убийства Моники Хоффа 11 октября 2017 года между 20:18 и 20:18. и 20:42 вечера. Также на основании данных билинга, следствие установило что Дональдсон находился в месте совершения убийства 3-й жертвы  между 19:51 и 19:58 вечера.
Во время допроса Дональдсон заявил что собирался покинуть Тампу и вернуться в Нью-Йорк для продолжения учебы в аспирантуре университета. Он пытался убедить следователей в том, что передал пистолет своему менеджеру на хранение, потому как не хотел чтобы он находился в доме его родителей, где также проживал его младший брат, однако ему не поверили. По версии следствия, Хауэлл совершил такой поступок, который привел его к аресту и разоблачению из-за угрызений совести и желания сдаться полиции, однако Дональдсон это отрицал.
1 декабря 2017 года родители Дональдсона дали интервью СМИ, в ходе которого  не смогли дать рационального объяснения действиям своего сына.
7 декабря 2017 года состоялись предварительные судебные слушания в суде округа Хилсборо, на котором прокуратура округа предоставила суду доказательства его виновности, на основании чего суд принял решение о проведении судебного процесса. Хауэлл Дональдсон  не явился на заседание и предоставил письменные показания, которые предоставил суду его адвокат. В своих показаниях Дональдсон отказался признать свою вину в совершении серии убийств и настаивал на своей непричастности к совершению преступлений. Дональдсон утверждал, что не был знаком с районом «Семинол-Хайтс», а об убийствах узнал только со слов своих коллег по работе. Родители Хауэлла посетили судебное заседание, но вступили в конфликт с представителями прокуратуры и оскорбили их, после чего были привлечены к  уголовной ответственности за неуважение к суду. Представители прокуратуры заявили о том, что в случае осуждения будут требовать для Дональдсона уголовного наказания в виде смертной казни.
В начале 2018 года по ходатайству его адвокатов была проведена судебно-психиатрическая экспертиза, по результатам которого он был признан вменяемым и способным предстать перед судом. Об этом в июле 2018 года представителям СМИ объявил генеральный прокурор штата Флорида Эндрю Уоррен.
Дата открытия судебного процесса была назначена на начало 2019 года, так как по состоянию на июль 2018 года уголовное дело Дональдсона насчитывало более 1700 страниц, с которым предстояло ознакомиться ему и его адвокатам.

## Суд
29 января 2019 года начались в суде предварительные слушания, на котором Хауэлл Дональдсон заявил о своем желании присутствовать на каждом слушании и подал ходатайство о проведении медицинского освидетельствования за пределами окружной тюрьмы, ссылаясь на проблемы со здоровьем, что вызвало гневную реакцию родственников жертв. В конечном итоге суд отклонил ходатайство Дональдсона, приняв решение о том, что он будет осмотрен врачами окружной тюрьмы.
В апреле 2019 года прокуратура округа Хилсборо распространила в СМИ аудиозапись телефонного звонка длительностью 9 минут, который Хауэлл совершил родителям из тюрьмы в начале января 2019 года и видеозапись длительностью 40 минут, сделанную спустя несколько дней во время посещения Дональдсона в тюрьме его родителями. Во время телефонного разговора и свидания  Хауэлл жаловался родителям на условия содержания в окружной тюрьме, на ухудшение физического и психического здоровья, а также заявил что пребывает в депрессии и пытается найти смысл дальнейшей жизни. Опубликование аудио и видеозаписей вызвало негативную реакцию его адвокатов, которые подали ходатайство о запрете демонстрации общественности материалов, связанных с пребыванием Дональдсона в заключении. По мнению его защиты, интенсивная огласка по делу Хауэлла, как и сам эффект гласности,  способствует социальным предрассудкам в деле его осуждения, однако суд отклонил ходатайство, аргументировав свое решением тем фактом, что во время телефонного разговора и свидания с родителями Дональдсон не обсуждал выдвинутые против него обвинения, а его проблемы со здоровьем, связанные с пребыванием в окружной тюрьме - о чем он поведал родителям - к уголовному делу никак не относятся.
В августе 2019 года суд назначил дату открытия судебного процесса на 10 августа 2020 года, однако в январе 2020 года на очередном предварительном слушании адвокаты Дональдсона подали ходатайство о переносе даты из-за нехватки времени для ознакомления с его уголовным делом, после чего ходатайство было удовлетворено и дата открытия процесса была перенесена на неопределенный срок.
Летом 2020 года адвокаты Дональдсона подали ходатайство о проведении четырех судебных процессов вместо единого. В конце 2020 года несмотря на протест прокуратуры округа Хилсборо суд ходатайство удовлетворил. Свое решение суд обосновал тем, что в случае проведения единого процесса - доказательства вины Хауэлла в совершении одного убийства станут доказательством его причастности к совершению других, что повлияет на предвзятость членов жюри присяжных заседателей при вынесении вердикта о его виновности и таким образом Дональдсон не получит справедливого суда.
Из-за «пандемии COVID-19», дата открытия судебного процесса в последующие два года несколько раз откладывалась на неопределенный срок, благодаря чему очередное предварительное судебное слушание по уголовному делу Хауэлла Дональдсона состоялось лишь только в начале 2022 года. На нем адвокаты Дональдсона изменили свою позицию и обратились в суд с просьбой отменить его решение о проведении четырех отдельных судебных процессов и назначение единого судебного разбирательства в связи с высокой вероятностью осуждения их подзащитного из-за результатов баллистических экспертиз.
В декабре 2022 года суд удовлетворил ходатайство адвокатов Хауэлла Дональдсона и назначил дату открытия судебного процесса на 7 августа 2023 года.
28 апреля 2023 года адвокаты Дональдсона подали ходатайство о прекращении уголовного дела и освобождении своего подзащитного на основании того факта, что его арест 28 ноября 2017 года произошел с нарушениями. Однако представители прокуратуры заявили, что арест Дональдсона прошел в соответствии со всеми законными процедурами. Прокуратура предоставила свидетельства того, что после изучения пакета с пистолетом Дональдсона, у них не было никаких законных оснований для его ареста. В ходе разговора с ним вечером 28 ноября 2017 года следователи поблагодарили его за уделенное им внимание и несколько раз заявили ему о том, что он свободен и может идти домой, однако Дональдсон отказался и в дальнейшем согласился проехать в полицейский участок, где дал сперва устное, а затем письменное согласие на проведение осмотра его оружия, мобильного телефона и салона автомобиля, после чего был арестован и ему были предъявлены обвинения.
Суд должен был вынести свое решение по этому вопросу в начале мая 2023 года, однако утром 1 мая 2023 года прокуратура округа Хилсборо заявила суду о том, что  с адвокатами Дональдсона было соглашение о признании вины. В обмен на невынесение уголовного наказания в виде смертной казни в отношении самого себя, Хауэлл Дональдсон признал себя виновным в совершении четырех убийств, после чего на основании условий соглашения, суд 1 мая 2023 года приговорил его к четырем срокам в виде пожизненного лишения свободы без права на условно-досрочное освобождение. После оглашения приговора, Генеральный прокурор штата Флорида - Сьюзи Лопес поведала СМИ о том, что предложение адвокатов Дональдсона о заключении соглашения о принятии вины было сделано еще в начале апреля и было принято только лишь после совещания с родственниками жертв, которые выразили с этим согласие. Мотивы совершения убийств так и не были установлены. По словам адвокатов Дональдсона, за шесть лет нахождения в окружной тюрьме, психическое здоровье Хауэлла резко ухудшилось, у него были выявлены первые симптомы шизофрении и ему в дальнейшем необходим длительный курс лечения